# Skate America de 2008
El Skate America de 2008 fue el Skate America de la temporada 2008/09. Organizado por la Asociación Estadounidense de Patinaje Artístico Sobre Hielo, fue el cuarto evento del Grand Prix de patinaje artístico de la temporada 2008/09, una serie de competiciones internacionales séniores solo accesibles mediante invitación.
El evento fue celebrado en el Comcast Arena at Everett en Everett, Washington desde el 23 al 26 de octubre de 2008. Se premiaron las discplinas masculina y femenina singular, parejas y danza sobre hielo. Los patinadores también ganaron puntos para la Final del Grand Prix.

## Participantes
| País           | Hombres                                  | Mujeres                                   | Parejas                                                                                          | Danza sobre hielo                                                                          |
| -------------- | ---------------------------------------- | ----------------------------------------- | ------------------------------------------------------------------------------------------------ | ------------------------------------------------------------------------------------------ |
| Alemania       |                                          | Annette Dytrt                             | Aliona Savchenko / Robin Szolkowy                                                                |                                                                                            |
| Canadá         | Shawn Sawyer Kevin Reynolds Ian Martinez | Mira Leung                                | Meagan Duhamel / Craig Buntin                                                                    | Allie Hann-McCurdy / Michael Coreno                                                        |
| China          |                                          | Yan Liu                                   | Yue Zhang / Lei Wang                                                                             |                                                                                            |
| Corea del Sur  |                                          | Yu-Na Kim                                 |                                                                                                  |                                                                                            |
| Eslovaquia     | Igor Macypura                            |                                           |                                                                                                  |                                                                                            |
| Estados Unidos | Evan Lysacek Adam Rippon Johney Weir     | Rachel Flatt Mirai Nagasu Kimmie Meissner | Rena Inoue / John Baldwin Caitlin Yankowskas / John Coughlin Keauna Mclaughlin / Rockne Brubaker | Rena INOUE / John BALDWIN Kimberly Navarro / Brent Bommentre Madison Chock / Greg Zuerlein |
| Finlandia      |                                          | Susanna Pöykiö                            |                                                                                                  |                                                                                            |
| Francia        |                                          |                                           | Adeline Canac / Maximin Coia                                                                     | Isabelle Delobel / Olivier Schoenfelder Pernelle Carron / Mathieu Jost                     |
| Italia         |                                          | Valentina Marchei                         |                                                                                                  |                                                                                            |
| Japón          | Takahiko Kozuka                          | Miki Ando Yukari Nakano                   |                                                                                                  |                                                                                            |
| Lituania       |                                          |                                           |                                                                                                  | Katherine Copely / Deividas Stagniūnas                                                     |
| Reino Unido    |                                          |                                           |                                                                                                  | Sinead Kerr / John Kerr                                                                    |
| Rusia          | Alexander Uspenski                       |                                           | Mariya Mujórtova / Maksim Trankov                                                                | Yekaterina Rubliova / Iván Shéfer                                                          |
| Suecia         | Adrian Schultheiss                       |                                           |                                                                                                  |                                                                                            |
| Turquía        |                                          | Tugba Karademir                           |                                                                                                  |                                                                                            |

## Resultados

### Hombres
| Pos. | Nombre             | País           | Puntos | Programa corto | Programa corto | Programa libre | Programa libre |
| ---- | ------------------ | -------------- | ------ | -------------- | -------------- | -------------- | -------------- |
| 1    | Takahiko Kozuka    | Japón          | 226,18 | 3              | 80,10          | 1              | 146,08         |
| 2    | Johnny Weir        | Estados Unidos | 225,20 | 2              | 80,55          | 2              | 144,65         |
| 3    | Evan Lysacek       | Estados Unidos | 223,21 | 1              | 81,30          | 3              | 141,91         |
| 4    | Kevin Reynolds     | Canadá         | 204,89 | 4              | 67,18          | 4              | 137,71         |
| 5    | Shawn Shawer       | Canadá         | 199,98 | 6              | 64,14          | 5              | 135,84         |
| 6    | Alexander Uspenski | Rusia          | 177,81 | 7              | 59,63          | 6              | 118,18         |
| 7    | Adrian Schultheiss | Suecia         | 177,26 | 5              | 64,40          | 9              | 112,86         |
| 8    | Adam Rippon        | Estados Unidos | 174,82 | 8              | 59,60          | 7              | 115,22         |
| 9    | Igor Macypura      | Eslovaquia     | 169,61 | 9              | 54,58          | 8              | 115,03         |
| 10   | Ian Martinez       | Canadá         | 155,18 | 10             | 50,68          | 10             | 104,5          |

### Mujeres
| Pos.         | Nombre            | País           | Puntos | Programa corto | Programa corto | Programa libre | Programa libre |
| ------------ | ----------------- | -------------- | ------ | -------------- | -------------- | -------------- | -------------- |
| 1            | Yu-Na Kim         | Corea del Sur  | 193,45 | 1              | 69,5           | 1              | 123,95         |
| 2            | Yukari Nakano     | Japón          | 172,53 | 3              | 57,46          | 2              | 115,07         |
| 3            | Miki Ando         | Japón          | 159,03 | 2              | 57,8           | 3              | 110,62         |
| 4            | Rachael Flatt     | Estados Unidos | 155,73 | 5              | 54,92          | 4              | 100,82         |
| 5            | Mirai Nagasu      | Estados Unidos | 148,71 | 4              | 56,42          | 7              | 86,48          |
| 6            | Susanna Pöykiö    | Finlandia      | 142,14 | 8              | 47,82          | 5              | 94,32          |
| 7            | Mira Leung        | Canadá         | 136,16 | 10             | 45,74          | 6              | 90,42          |
| 8            | Kimmie Meissner   | Estados Unidos | 135,92 | 6              | 54,9           | 9              | 81,02          |
| 9            | Liu Yan           | China          | 128,12 | 9              | 46,96          | 8              | 81,16          |
| 10           | Annette Dytrt     | Alemania       | 116,83 | 7              | 48,32          | 11             | 68,51          |
| 11           | Tuğba Karademir   | Turquía        | 113,91 | 11             | 41,26          | 10             | 72,65          |
| R            | Valentina Marchei | Italia         |        |                |                |                |                |
| R = Retirada |                   |                |        |                |                |                |                |

### Parejas
| Pos. | Nombre                              | País           | Puntos | Programa corto | Programa corto | Programa libre | Programa libre |
| ---- | ----------------------------------- | -------------- | ------ | -------------- | -------------- | -------------- | -------------- |
| 1    | Aliona Savchenko / Robin Szolkowy   | Alemania       | 188,77 | 2              | 64,08          | 1              | 116,69         |
| 2    | Keauna McLaughlin / Rockne Brubaker | Estados Unidos | 172,69 | 3              | 57,02          | 2              | 115,67         |
| 3    | Mariya Mujórtova / Maksim Trankov   | Rusia          | 167,67 | 1              | 66,32          | 4              | 101,35         |
| 4    | Meagan Duhamel / Craig Buntin       | Canadá         | 159,80 | 4              | 54,26          | 3              | 105,54         |
| 5    | Rena Inoue / John Baldwin           | Estados Unidos | 146,51 | 5              | 50,0           | 5              | 96,51          |
| 6    | Caitlin Yankowskas / John Coughlin  | Estados Unidos | 141,7  | 6              | 48,4           | 6              | 93,3           |
| 7    | Stacey Kemp / David King            | Francia        | 130,8  | 8              | 44,0           | 7              | 90,36          |
| 8    | Meagan Duhamel / Craig Buntin       | China          | 124,63 | 7              | 44,6           | 8              | 80,03          |

### Danza sobre hielo
| Pos. | Nombre                                  | País           | Puntos | Danza obligatoria | Danza obligatoria | Danza original | Danza original | Danza libre | Danza libre |
| ---- | --------------------------------------- | -------------- | ------ | ----------------- | ----------------- | -------------- | -------------- | ----------- | ----------- |
| 1    | Isabelle Delobel / Olivier Schoenfelder | Francia        | 187,64 | 1                 | 38,49             | 1              | 58,26          | 2           | 90,89       |
| 2    | Tanith Belbin / Benjamin Agosto         | Estados Unidos | 186,53 | 2                 | 37,63             | 3              | 55,01          | 1           | 91,43       |
| 3    | Sinead Kerr / John Kerr                 | Reino Unido    | 180,2  | 3                 | 34,37             | 2              | 57,74          | 4           | 88,09       |
| 4    | Emily Samuelson / Evan Bates            | Estados Unidos | 175,66 | 5                 | 31,81             | 4              | 55,01          | 3           | 88,84       |
| 5    | Pernelle Carron / Mathieu Jost          | Francia        | 166,92 | 4                 | 32,26             | 5              | 52,74          | 5           | 81,92       |
| 6    | Yekaterina Rubliova / Iván Shéfer       | Rusia          | 159,03 | 7                 | 28,41             | 7              | 50,37          | 6           | 80,25       |
| 7    | Jane Summersett / Todd Gilles           | Estados Unidos | 156,62 | 8                 | 27,5              | 6              | 50,51          | 7           | 78,61       |
| 8    | Katherine Copely / Deividas Stagniūnas  | Lituania       | 156,28 | 6                 | 29,78             | 8              | 48,38          | 8           | 78,12       |
| 9    | Allie Hann-McCurdy / Michael Coreno     | Canadá         | 142,95 | 9                 | 25,74             | 9              | 45,44          | 9           | 71,77       |

## Premios y puntos
En los eventos del Grand Prix, los cinco primeros clasificados obtienen un premio en metálico, y los ocho primeros, puntos de cara a la final del Grand Prix. Estos premios y puntos son los siguientes:
| Posición                                          | Recompensa | Puntos |
| ------------------------------------------------- | ---------- | ------ |
| 1.º                                               | 18 000 USD | 15     |
| 2.º                                               | 13 000 USD | 13     |
| 3.º                                               | 9 000 USD  | 11     |
| 4.º                                               | 3 000 USD  | 9      |
| 5.º                                               | 2 000 USD  | 7      |
| 6.º                                               |            | 5      |
| 7.º                                               |            | 4*     |
| 8.º                                               |            | 3*     |
| * = No aplicable a parejas y a danza sobre hielo. |            |        |